# 柳川
柳川位於臺灣臺中盆地，屬於烏溪水系，為舊旱溪的支流，為台中市中心四河川之一（與綠川、梅川、麻園頭溪並列其名）。中正柳橋到南屯柳橋為「柳川汙染整治及環境改善工程」，施工期為2015年初到2016年年底，其中臺灣大道至民權路為生態工法的親水景觀段。整體柳川整治分成三期，第一期自柳楊東西街至學士路，整治長度為3.7公里，於林佳龍市府任內完成；第二期自學士路至民權路，整治1.7公里，於2021年1月啟用開放；第三期自民權路到南屯路，整治2公里，目前發包中。

## 簡介
柳川在舊時因流經大墩，而又被稱於「大墩溪」，其中上游名為「邱厝溪」，下游名為「秋老大圳」。邱厝溪之名乃因當地地名「邱厝」而得，其義源自同血緣邱氏人家而成聚落
，於今台中市北區平等、香蕉、武順、新北、新興、錦和、樂英、丘厝等八里。
在清治時期即有人居住柳川兩岸，且民眾亦有利用柳川溪水洗澡的行為。在1862年的戴潮春事件中，彰化縣知事秋曰覲戰死於柳川附近。因河川兩旁種有許多柳樹，在臺中市於1916年實行市區改正之際，台中廳長和民間有志之士一同將此溪流命名為「柳川」。柳川上橫跨的橋梁在日治時期有柳橋（今成功路），大和橋（今臺灣大道）和福星橋（今中山路）、平和橋（今民權路）、末廣橋（今民生路）等橋樑。

## 水系

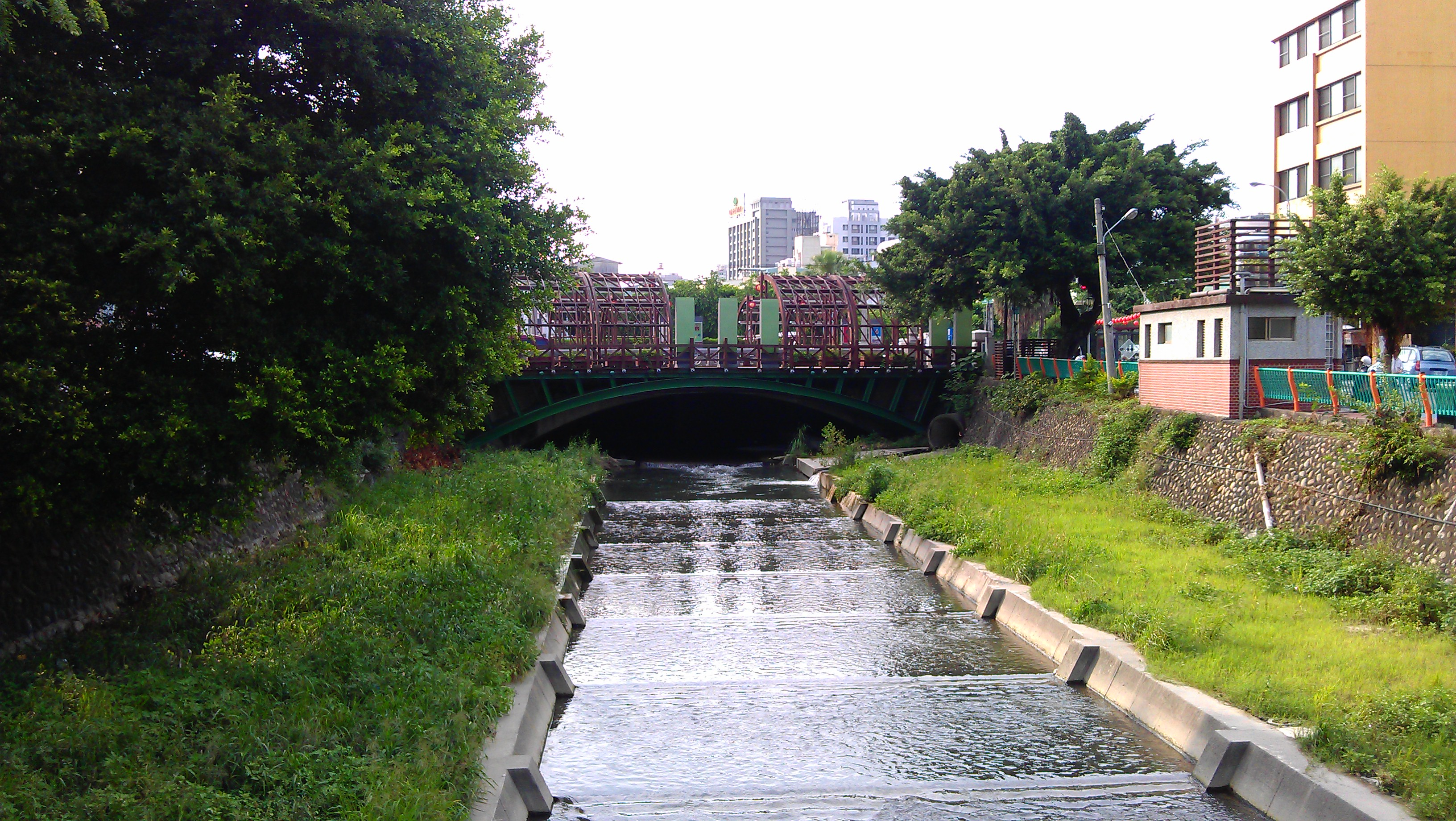
中華路夜市附近的柳川

主流（最長河道）上游為葫蘆墩圳系統的北屯支線圳道，發源於臺中市豐原區豐田里南端靠近潭子區的「小鴛鴦汴」。北屯支線自小鴛鴦汴分流後，旋即向南流入潭子區境，大致沿山線鐵路東側流經潭子街區，至頭家厝分流出屬於梅川上游之三分埔支線圳道後，續向南流入原省轄市臺中市轄域，於北屯區碧柳一巷橋下之「雷公汴」分流成兩條圳道，其中向西南流之二分埔分線即為柳川。
柳川於雷公汴分流後，向西南穿越山線鐵路、北屯路及松竹路等橋下後，沿柳楊東、西街向西南流，經新民高中、中正公園、五權國中後，再流經數個曲流進入柳川東、西路，續向西南流至忠明南路旁越鐵路後，大致沿復興路北側向西南流，過環中路轉向南穿越省道，即進入烏日區境，續沿前竹里、仁德里交界南流，於復光橋東側注入舊旱溪。
北屯支線圳道的水源來自於由大甲溪及其支流食水嵙溪取水的葫蘆墩圳本圳，該圳於豐原區「大鴛鴦汴」分流出東汴幹線後，流至小鴛鴦汴再度分流成四張犂支線、北屯支線及茄至角分線三條圳道。由於三者當中最大的四張犂支線主要流入筏子溪的支流港子尾溪，故將其上游的東汴幹線視為筏子溪流域的一部分，而以北屯支線作為柳川之源流。

## 水系主要河川

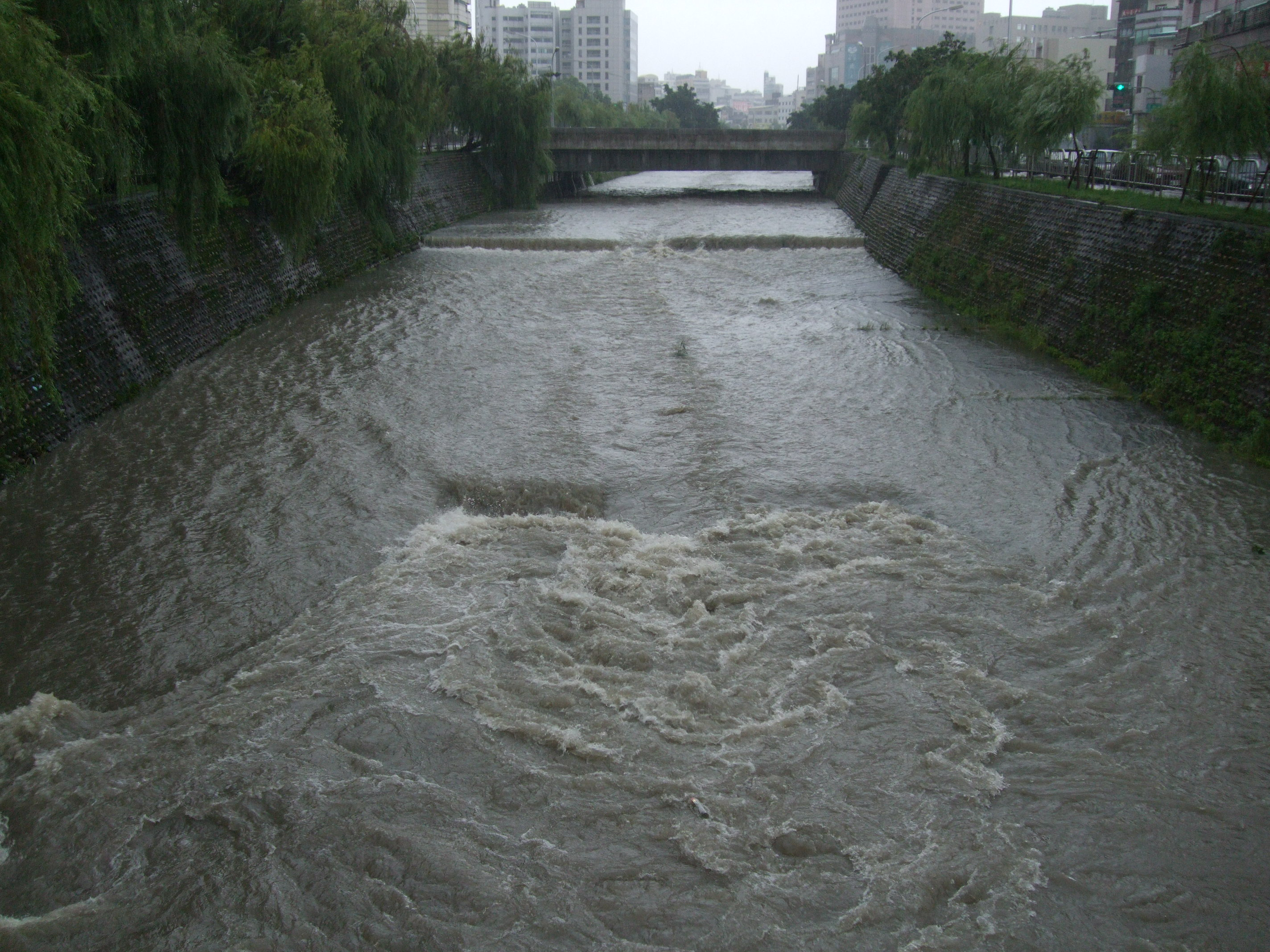
豪雨時舊柳川水流湍急

- 柳川：台中市烏日區、原省轄市台中市現域、潭子區、豐原區
  - 梅川：原省轄市台中市現域、潭子區
    - 三分埔分線：原省轄市台中市現域、潭子區

  - 北屯支線：原省轄市台中市現域、潭子區、豐原區

## 實際防洪防汛
柳川整治共分為三期，第二期除了進行柳川整治外，同時也進行景觀工程，部分民間團體質疑景觀工程無法承受大水衝擊，於2017年6月1日至2017年6月4日，全台遭受17年來最大雨量衝擊，該區域累積250mm雨量，2017年6月4日沿川巡視後，僅部份水生植物遭大水沖走，整體景觀工程不受大水衝擊影響。